# Dichozoma
Dichozoma és un gènere monotípic d'arnes de la família Crambidae descrita per Eugene G. Munroe el 1961. La seva única espècie, Dichozoma parvipicta, va ser descrita per William Barnes i James Halliday McDunnough per primera vegada el 1918. Es troba a Amèrica del Nord, on s'ha registrat a Arizona, Califòrnia, Utah i Texas.
La longitud alar és de 4,5 a 6 mm. Les ales anteriors són de color groc pàl·lid, creuades per dues bandes paral·leles de color púrpura rosat. La vora també és de color vermell rosat fins a la primera línia. Hi ha una gran taca discal rosat-violeta. Les ales posteriors són blanques en els mascles i ombrejades de color rosat en les femelles.